# Lagochilus leiacanthus
Lagochilus leiacanthus là một loài thực vật có hoa trong họ Hoa môi. Loài này được Fisch. & C.A.Mey. mô tả khoa học đầu tiên năm 1841.